# Orfelia ebriola
Orfelia ebriola är en tvåvingeart som beskrevs av Eberhard Plassmann 1984. Orfelia ebriola ingår i släktet Orfelia och familjen platthornsmyggor. Inga underarter finns listade i Catalogue of Life.